# Нижнетавричанский (Орловский район)
Нижнетавричанский — хутор в Орловском районе Ростовской области.
Входит в состав Красноармейского сельского поселения.

## География

### Улицы
- ул. Гагарина,
- ул. Карьерная,
- ул. Молочинского,
- пер. Осенний.

## Население
| 2010 |
| ---- |
| 120  |